# Farstad
Farstad är en tätort i Hustadvika kommun i Møre og Romsdal fylke i Norge. Orten ligger där fylkesväg 663 möter fylkesväg 6060 och fylkesväg 6064.